# Lotteriinspektionen (Åland)
Lotteriinspektionen är en åländsk myndighet som ligger under landskapsregeringen. Myndigheten startade sin verksamhet den 1 mars 2017.

## Uppgift
Till grund för myndighetens verksamhet och uppdrag ligger landskapslagen om Lotteriinspektionen (2016:10). Lotteriinspektionens huvuduppgift är att se till att lotterier följer lagen.
Dessutom har Lotteriinspektionen följande uppgifter:
- följa den allmänna utvecklingen inom verksamhetsområden som lotterilagen reglerar
- informera och ge anvisningar och råd för verksamheter som regleras av lotterilagen och relaterade författningar
- arbeta preventivt genom att ta initiativ till nödvändiga förbättringar inom dessa områden.

## Spel på Åland
De första spelautomaterna och spelen kom till Åland i slutet av 1950-talet. Folkhälsan, Rädda barnen och Röda korset importerade enarmade banditer och andra förströelsespel 1959. Syftet med spelen var att dra in pengar till den tredje sektorn.
År 1965 påbörjade Åland arbetet med en åländsk lotterilag eftersom det rådde oordning på marknaden och reglerna var diffusa, både för arrangörer och spelare. Den åländska lotterilagen antogs av landstinget och började gälla från 1967.
Den 31 oktober 1966 bildades Ålands Penningautomatförening (Paf) av olika åländska organisationerna. År 1966 antog landstinget landskapslagen om lotterier (1966:10). Enligt lagen fick endast offentliga föreningar bedriva penningspel, och överskottet skulle gå till allmännyttiga ändamål.
1973 infördes regler för spel på fartyg och 1986 infördes ordnings- och kontrollbestämmelser för spel på hästar. År 1993 blev det straffbart att bryta mot lagen.